# Victoria Stadium (Gibraltar)
El Victoria Stadium (en català Estadi Victòria) és un estadi de Gibraltar. Tot i que pot acollir enfrontaments de diversos esports, actualment s'hi practiquen, principalment, partits de futbol. Anualment, a més, acull el Festival de Música de Gibraltar. L'estadi es troba al costat de l'aeroport de Gibraltar, a la Winston Churchill Avenue. Deu el seu nom a l'esposa del filantrop gibraltarenc John Mackintosh.
El terreny de joc ha acollit partits de criquet des del 1993. El primer partit que s'hi va disputar va enfrontar el Marylebone Cricket Club amb la selecció gibraltarenya.

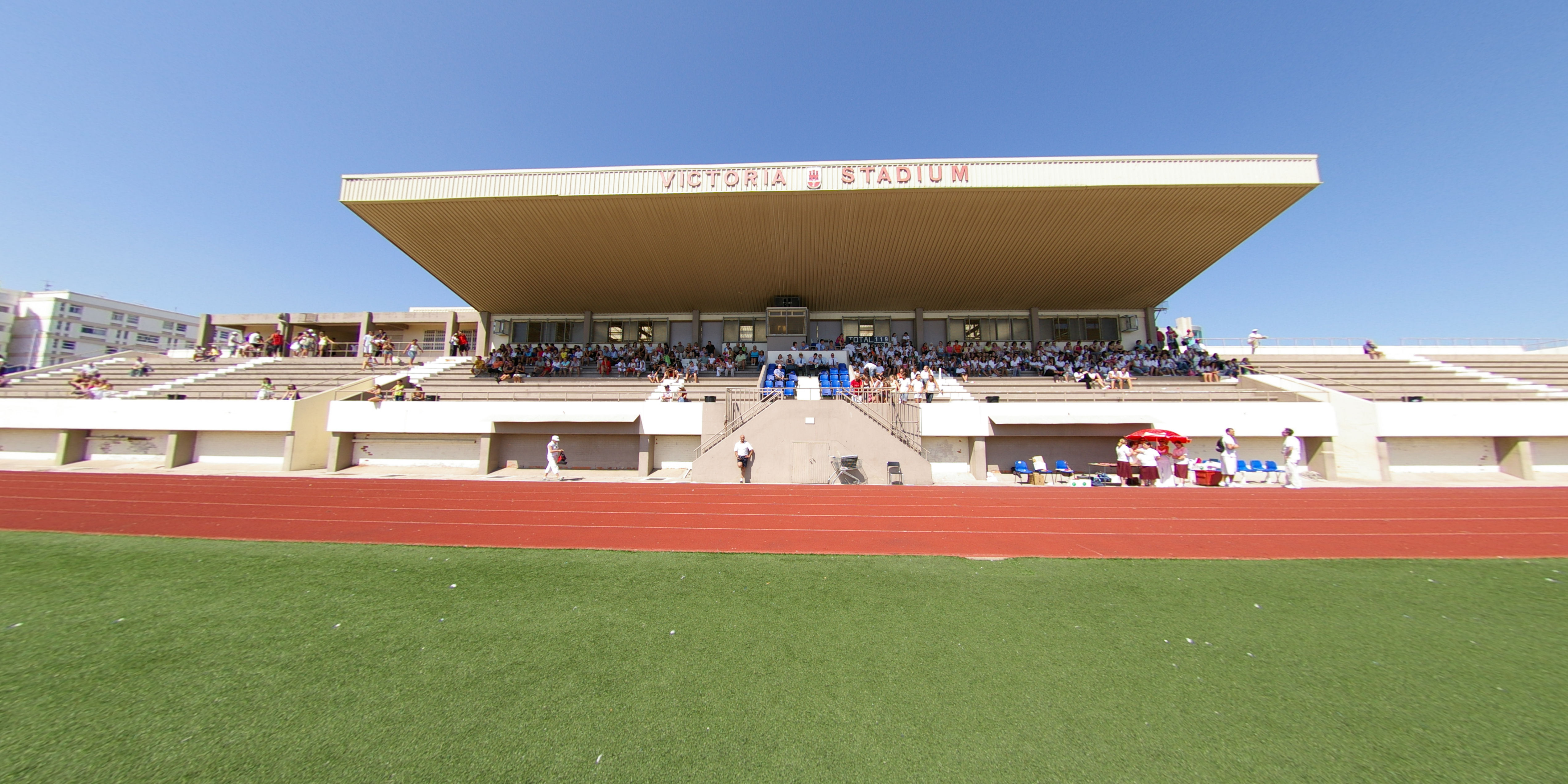
Vista de la graderia occidental del Victoria Stadium

Després que l'Associació de Futbol de Gibraltar fos admesa com a membre de ple dret de la UEFA, el maig de 2013, es va proposar la construcció de l'Europa Point Stadium, que substituiria el Victoria Stadium com el camp esportiu de Gibraltar.